# Мякинино (платформа)
Мяки́нино — остановочный пункт Большого кольца Московской железной дороги в городском округе Ступино Московской области.
Станция была открыта при сооружении железной дороги в 1940 году. До 1990-х годов имела 4 пути и статус станции и была конечной для некоторых электропоездов со стороны Михнево. Затем электропоезда были продлены до Непецино или сокращены до Яганово.
На о.п. имеется здание вокзала. Здание заброшено и давно не используется по назначению, однако в архитектурном плане до сих пор представляет немалый интерес.
С северной стороны о.п. находится деревня Мякинино городского округа Ступино. В полутора километрах на восток находится деревня Мякинино Коломенского городского округа.
Во время ремонтов/замен путей на участке Мякинино — Непецино производится организация временного путевого поста со врезкой стрелок между главными путями в одной из горловин бывшей станции Мякинино. Пост позволяет разделить длинный перегон Яганово — Непецино на более короткие. Аналогичное происходило на БМО на бывшей станции Санино, но там пост 163 км стал постоянным.

## Движение поездов
На платформе ежедневно останавливаются: 2 пары электропоездов, курсирующих по маршруту Михнево — Воскресенск — Куровская, и 1 пара электропоездов, курсирующих по маршруту Жилёво — Воскресенск — Куровская. Билетные кассы на платформе отсутствуют. Среднее время в пути электропоезда от платформы Мякинино до станции Жилёво – 55 минут, до станции Михнево — 40 минут, до Воскресенска — 40 минут.

## Галерея

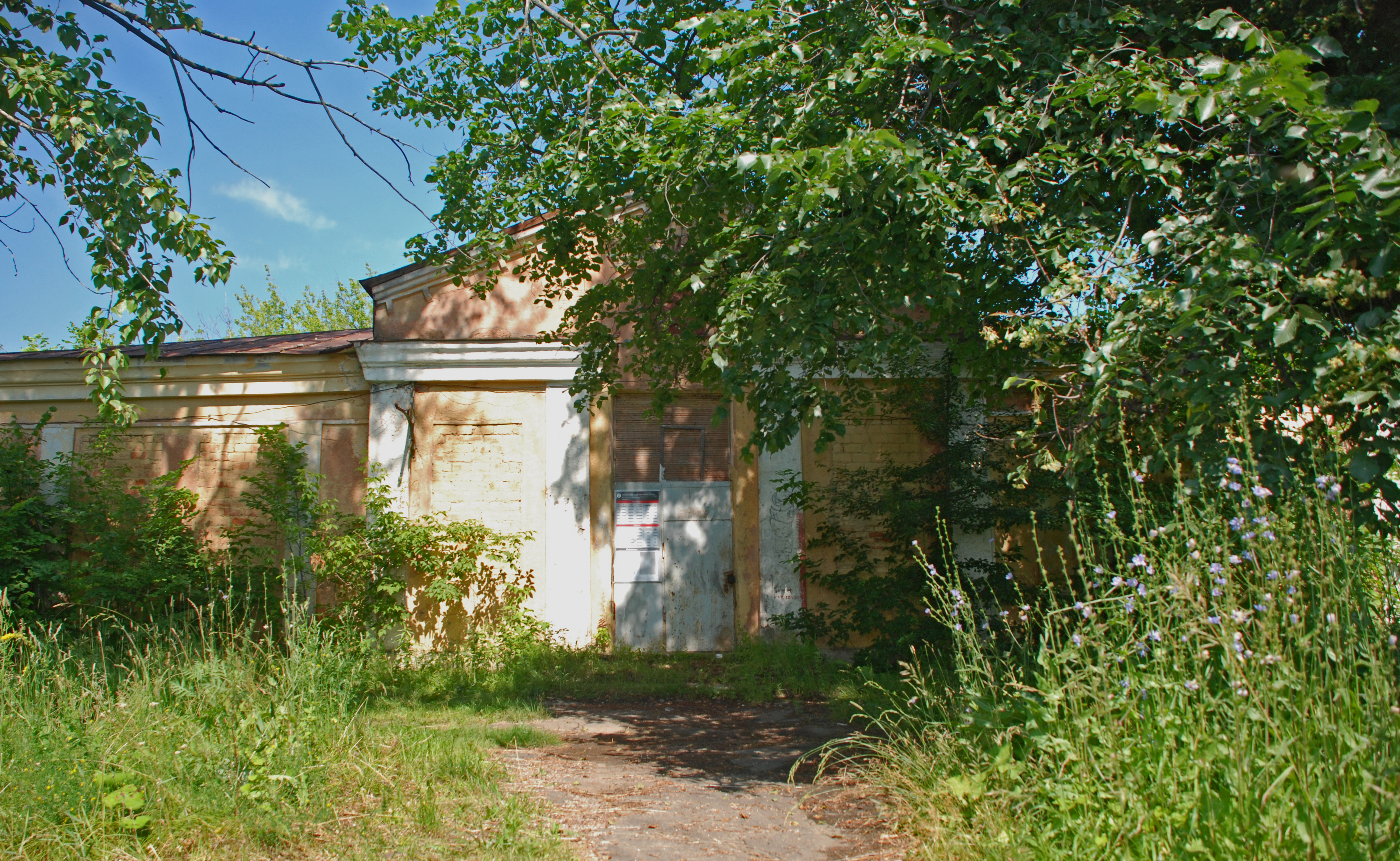
Заброшенное здание вокзала Мякинино
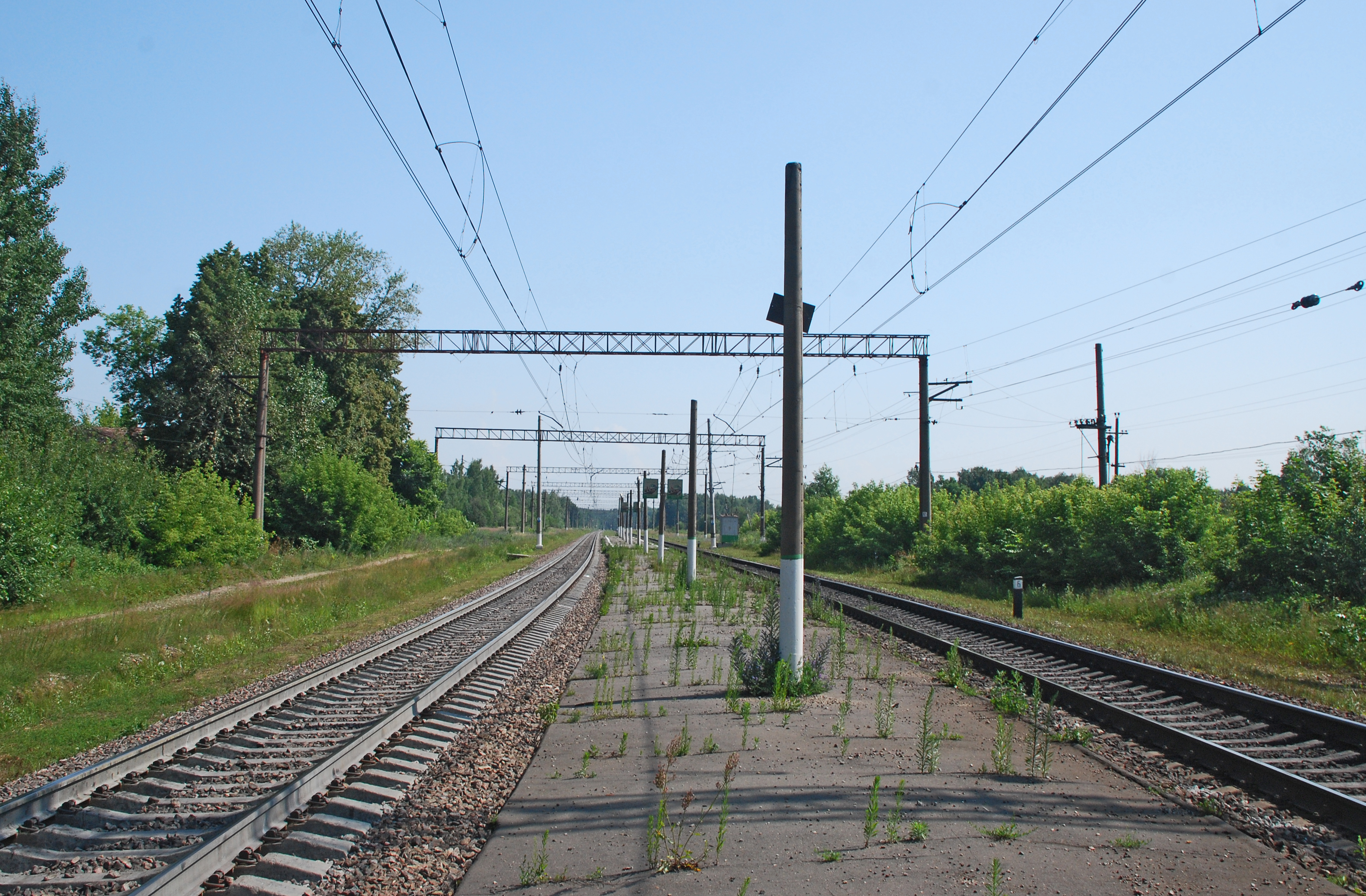
Грузовая платформа
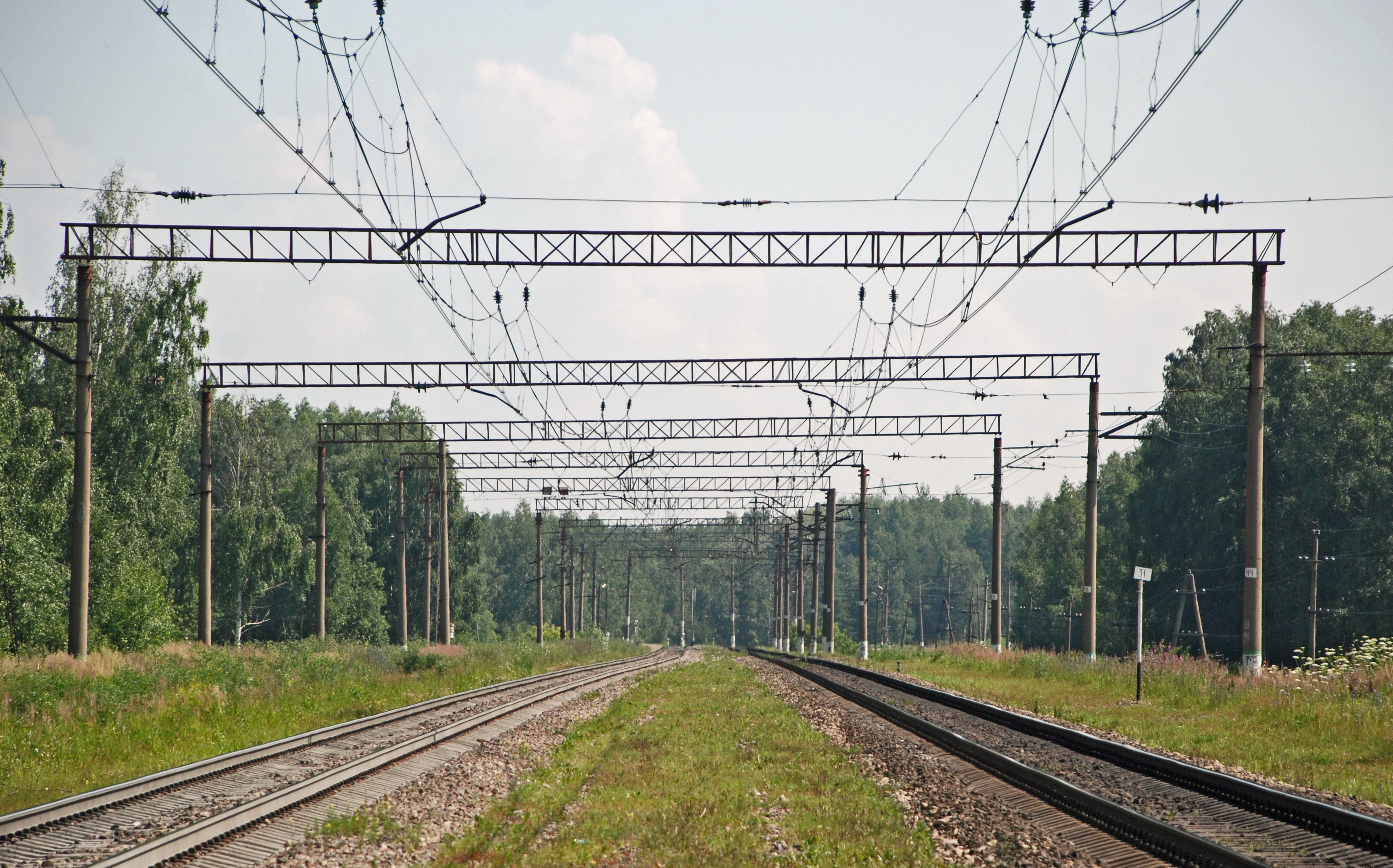
Станционные пути в сторону Непецино
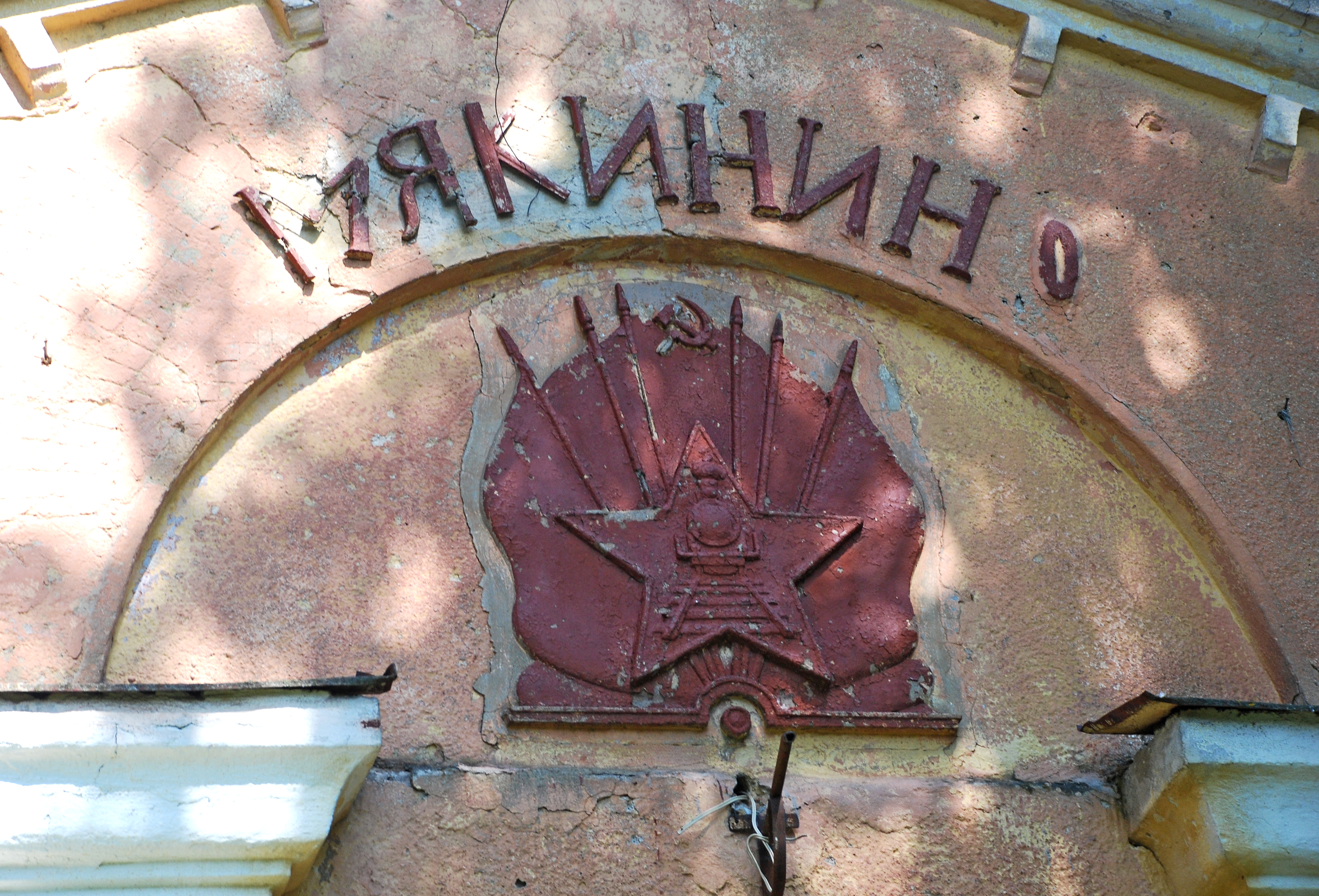
Название на станционном здании